# Nieroda
Nieroda – przysiółek wsi Ruda w Polsce położony w województwie podkarpackim, w powiecie stalowowolskim, w gminie Bojanów. Do końca 2017 roku był to przysiółek wsi Przyszów}.
W latach 1975–1998 przysiółek administracyjnie należał do województwa tarnobrzeskiego.